# Transtorno disruptivo da desregulação do humor
O transtorno disruptivo da desregulação do humor (TDDH) é um transtorno mental em crianças e adolescentes caracterizado por um humor persistentemente irritável ou raivoso e por crises de raiva frequentes, desproporcionais à situação e significativamente mais intensas do que a reação típica de crianças da mesma idade. O TDDH foi incluído no DSM-5 como um subtipo de diagnóstico de transtorno depressivo para jovens. Seus sintomas se assemelham aos do transtorno de déficit de atenção e hiperatividade (TDAH), do transtorno desafiador opositivo (TDO), dos transtornos de ansiedade e do transtorno bipolar pediátrico.
O TDDH foi apresentado pela primeira vez no Manual Diagnóstico e Estatístico de Transtornos Mentais, Quinta Edição (DSM-5) em 2013 e é classificado como um transtorno do humor. O tratamento envolve o uso de medicamentos para controlar os sintomas de humor, além de intervenções terapêuticas individuais e familiares focadas no desenvolvimento de habilidades de regulação emocional. Crianças com TDDH estão em maior risco de desenvolver depressão e ansiedade posteriormente na vida.

## Sinais e sintomas
A maioria dos pais relata que os sinais e sintomas do TDDH surge durante a fase pré-escolar. Crianças com TDDH apresentam crises de temperamento graves e recorrentes, ocorrendo três ou mais vezes por semana. Embora acessos de raiva ocasionais sejam comuns na infância, nos jovens com TDDH esses episódios se apresentam com intensidade e duração excessivas. Tais explosões podem ser verbais ou comportamentais. As crises verbais são frequentemente descritas como “acessos de raiva”, com as crianças gritando e chorando por períodos prolongados, muitas vezes com pouca provocação. A agressividade física pode ser dirigida a pessoas ou objetos, manifestando-se por meio do arremesso de objetos, agressões físicas ou destruição de brinquedos e móveis.
Observa-se também um humor persistentemente irritado ou raivoso, perceptível por pais, professores e colegas, que frequentemente descrevem essas crianças como facilmente zangadas, mal-humoradas ou rabugentas. Diferentemente da irritabilidade observada em outros transtornos da infância, como o TDO, os transtornos de ansiedade ou o transtorno depressivo maior, a irritabilidade no TDDH não é episódica nem dependente do contexto. No TDDH, o humor irritado ou raivoso se manifesta na maior parte do dia, quase todos os dias, em diversos ambientes, e persiste por um ou mais anos.
O DSM-5 estabelece critérios diagnósticos adicionais que determinam a duração, o contexto e o início do transtorno: os episódios devem persistir por pelo menos 12 meses, ocorrer em pelo menos dois ambientes (por exemplo, em casa e na escola) e ser graves em pelo menos uma dessas situações. Os sintomas devem ter início antes dos 10 anos de idade, com o diagnóstico sendo realizado entre os 6 e 18 anos. Esse novo diagnóstico foi criado para melhor atender crianças que, apesar de terem sido diagnosticadas com transtorno bipolar, apresentavam crises de raiva que não eram tratadas de forma adequada.

### Comorbidade
As principais características do TDDH – crises de temperamento e irritabilidade crônica – podem também estar presentes em outras condições psiquiátricas, o que pode dificultar a diferenciação entre elas. Os transtornos que mais se assemelham ao TDDH são o TDAH, o transtorno desafiador de oposição (TDO) e o transtorno bipolar em crianças. Além disso, tanto em amostras clínicas quanto em estudos comunitários, o TDDH mostra elevada comorbidade com transtornos de internalização e externalização – especialmente o TDO –, e os desfechos funcionais a longo prazo tendem a ser desfavoráveis.

#### TDAH
O TDAH é um transtorno do neurodesenvolvimento caracterizado por desatenção e/ou hiperatividade-impulsividade. Crianças com TDDH frequentemente apresentam traços de hiperatividade e impulsividade, comuns no TDAH. Contudo, o TDDH pode ser diferenciado do TDAH por dois aspectos: primeiramente, o TDDH é considerado um transtorno depressivo com marcantes componentes de humor, enquanto o TDAH é um transtorno do neurodesenvolvimento. Uma característica marcante do TDDH é o humor persistentemente irritado ou raivoso, o que não é comum no TDAH, onde a desregulação emocional, embora presente, não se traduz em irritabilidade contínua. Em segundo lugar, o TDDH é definido por crises de temperamento recorrentes e intensas, o que difere do padrão impulsivo do TDAH. Mesmo assim, uma criança pode ser diagnosticada com ambos os transtornos.

#### Transtorno desafiador opositivo
TOD é um transtorno de comportamento perturbador, marcado por atitudes desafiadoras e, por vezes, hostis em relação a outras pessoas. Assim como o TDDH, o TDO tem início na infância e geralmente se manifesta por meio de humor irritável e crises de raiva. As características dos dois transtornos costumam se sobrepor, e é comum que os sintomas coexistam. Quase todas as crianças com TDDH cumprem os critérios para o TDO, mas apenas cerca de 15% das crianças com TDO apresentam TDDH. Alguns especialistas sugerem que o TDDH seria uma forma mais grave do TDO, na qual os problemas de humor se destacam. No DSM‑5, não é permitido o diagnóstico concomitante dos dois transtornos; se uma criança atende aos critérios para ambos, somente o TDDH – considerado mais grave – é diagnosticado.
Apesar das semelhanças, o TDDH pode ser diferenciado do TDO de várias maneiras. Primeiramente, enquanto o TDO é um transtorno comportamental, o TDDH é um transtorno do humor. Crianças com TDO podem apresentar irritabilidade e crises de raiva, mas seu comportamento predominantemente desafiador – como desobedecer ou ignorar os pais – é a característica mais marcante. Além disso, no TDO, os comportamentos desafiadores tendem a ser direcionados a pessoas específicas (por exemplo, uma criança pode ser desafiadora com a mãe, mas cooperativa com o pai), enquanto no TDDH a raiva e agressividade se estendem a diversos ambientes e pessoas. Outra diferença é a duração e severidade das crises: as explosões de crianças com TDDH geralmente ocorrem com pouca provocação e duram mais tempo. Por fim, os desfechos do desenvolvimento diferem: jovens com TDO têm maior risco de desenvolver problemas de conduta, enquanto aqueles com TDDH estão mais predispostos a transtornos de ansiedade e depressão.

#### Transtorno bipolar
Uma das diferenças centrais entre o TDDH e o transtorno bipolar é que, no TDDH, a irritabilidade e as crises de raiva não são episódicas, mas crônicas e quase diárias, enquanto o transtorno bipolar é caracterizado por episódios maníacos ou hipomaníacos distintos, que geralmente duram dias ou semanas, permitindo aos pais identificar claramente os períodos de alteração de humor e comportamento. O DSM‑5 impede o diagnóstico simultâneo de TDDH e transtorno bipolar. O diagnóstico de transtorno bipolar deve ser reservado a jovens que apresentam os sintomas clássicos de episódios maníacos ou hipomaníacos.
Antes da adolescência, o TDDH é muito mais comum que o transtorno bipolar. A maioria das crianças com TDDH apresenta redução dos sintomas com o avançar da idade, enquanto o transtorno bipolar geralmente se manifesta pela primeira vez na adolescência ou no início da idade adulta. Crianças com TDDH também estão em maior risco de desenvolver transtorno depressivo maior ou transtorno de ansiedade generalizada na idade adulta.

## Causas
As causas do TDDH ainda não são completamente compreendidas. Crianças com TDDH demonstram dificuldade em atender, processar e responder a estímulos emocionais negativos e a experiências sociais cotidianas. Alguns estudos indicam que esses jovens têm problemas na interpretação de dicas sociais e expressões emocionais, sendo especialmente incapazes de reconhecer sinais de tristeza, medo ou raiva nos outros. Exames por ressonância magnética funcional sugerem que a subatividade da amígdala – região cerebral fundamental na interpretação e expressão de emoções – pode estar associada a esses déficits. Essa dificuldade em interpretar pistas sociais pode predispor as crianças a reações exageradas de raiva e agressividade em situações de pouca provocação.
Além disso, crianças com TDDH têm dificuldades em regular emoções negativas quando provocadas. Estudos demonstraram que, em tarefas computadorizadas que simulam perda, essas crianças apresentam níveis elevados de agitação e excitação emocional negativa. Paralelamente, verifica-se que jovens com TDDH exibem maior atividade no giro frontal medial e no córtex cingulado anterior, áreas envolvidas na avaliação e processamento de emoções negativas e na seleção de respostas adequadas frente à frustração. Esses achados sugerem que esses jovens são mais suscetíveis aos impactos de eventos negativos, recorrendo a estratégias menos eficazes para lidar com tais emoções. Um estudo adicional previu que crianças de 6 anos com TDDH apresentariam pior desempenho funcional, maior dificuldade de relacionamento com colegas e maior necessidade de apoio educacional aos 9 anos, mesmo após o controle de outros transtornos psiquiátricos iniciais.

## Tratamento

### Medicação
As evidências para o tratamento medicamentoso do TDDH ainda são limitadas, sendo a abordagem terapêutica ajustada conforme a resposta clínica de cada paciente. Alguns médicos utilizaram estabilizadores de humor – como o lítio –, tradicionalmente eficazes no tratamento do transtorno bipolar em adultos, mas que não demonstraram eficácia superior ao placebo no alívio dos sintomas do TDDH. O tratamento medicamentoso geralmente envolve uma combinação de fármacos voltados para os sintomas específicos apresentados pela criança. Em casos de TDDH isolado, pode-se recorrer a antidepressivos para tratar a irritabilidade ou tristeza subjacentes. Para crises de temperamento de intensidade elevada, o uso de antipsicóticos atípicos, como a risperidona, pode ser considerado, embora ambos os tipos de medicamentos estejam associados a efeitos colaterais significativos em crianças. Por fim, em crianças com comorbidade de TDDH e TDAH, estimulantes podem ser empregados para reduzir sintomas de impulsividade.
Recentemente, estabilizadores de humor – como o Trileptal – têm sido utilizados em conjunto com amantadina, com uma clínica em Austin, Texas relatando uma taxa de sucesso de 85% no tratamento de crianças submetidas ao protocolo.

### Intervenção psicossocial
Diversas intervenções baseadas na terapia cognitivo-comportamental foram desenvolvidas para auxiliar jovens com irritabilidade crônica e crises de raiva. Como muitos desses jovens também apresentam sintomas de TDAH e TDO, inicialmente foram testadas abordagens baseadas no gerenciamento de contingência, que consistem em ensinar os pais a reforçar comportamentos apropriados e a aplicar estratégias de extinção (por meio da não resposta ou intervalo) aos comportamentos inadequados. Embora essa técnica seja útil para o TDAH e o TDO, ela não parece reduzir significativamente os principais sintomas do TDDH, como a irritabilidade e a raiva.

## Prognóstico
Pouco se sabe sobre o curso a longo prazo do TDDH. A irritabilidade crônica e as crises de raiva tendem a persistir até o início da adolescência, se não forem tratadas, embora ainda faltem estudos prospectivos de qualidade. Estudos longitudinais indicam que indivíduos diagnosticados com TDDH na infância têm maior probabilidade de crescer em contextos de vulnerabilidade socioeconômica e, na vida adulta, apresentam risco aumentado para transtornos depressivos ou ansiosos, maior incidência de problemas de saúde (como infecções sexualmente transmissíveis e outras doenças), envolvimento em comportamentos de risco e antecedentes criminais, além de maior propensão à pobreza. Ademais, o diagnóstico de TDDH aos 6 anos foi associado a um risco maior de desenvolver transtorno depressivo ou TDAH aos 9 anos, mesmo após o controle de outros transtornos psiquiátricos iniciais.

## Epidemiologia
Estima-se que a prevalência do TDDH varie entre 0,8% e 3,3%, embora não existam dados precisos a respeito em 2015. Estudos epidemiológicos apontam que cerca de 3,2% das crianças em comunidades apresentam problemas crônicos de irritabilidade e temperamento – características essenciais do TDDH –, sendo esses sintomas ainda mais prevalentes em populações encaminhadas para serviços de saúde mental. Em ambiente hospitalar, aproximadamente 30% das crianças internadas por problemas psiquiátricos atendem aos critérios para TDDH, dos quais 15% são confirmados por observação clínica da equipe.

## História
No início da década de 1990, médicos começaram a observar crianças com hiperatividade, irritabilidade e crises de raiva severas, que comprometiam significativamente o desempenho em casa, na escola e nas relações sociais. Diagnósticos anteriores, como TDAH e TDO, não conseguiam abarcar a gravidade desses sintomas, e muitas dessas crianças eram equivocadamente diagnosticadas com transtorno bipolar. Estudos longitudinais revelaram que crianças com irritabilidade crônica e crises de raiva frequentes tendem a desenvolver, posteriormente, transtornos de ansiedade e depressão, e raramente evoluem para transtornos bipolares na adolescência ou idade adulta. Assim, os desenvolvedores do DSM‑5 criaram o rótulo diagnóstico TDDH para identificar crianças com irritabilidade persistente e crises de raiva. Em 2013, a Associação Americana de Psiquiatria (AAP) incluiu o TDDH no DSM‑5, classificando-o como um transtorno depressivo.